# Estación Sierra Colorada
Sierra Colorada es una estación de ferrocarril ubicada en la localidad del mismo nombre, Departamento Nueve de Julio, Provincia de Río Negro, Argentina.

## Ubicación
Se encuentra a 189 km al este de la localidad de Ingeniero Jacobacci.

## Servicios
Por sus vías transitan formaciones de cargas y de pasajeros de la empresa Tren Patagónico S.A.. Cuenta con parada para los servicios de pasajeros tanto en sentido ascendente como descendente del Tren Patagónico.

## Galería

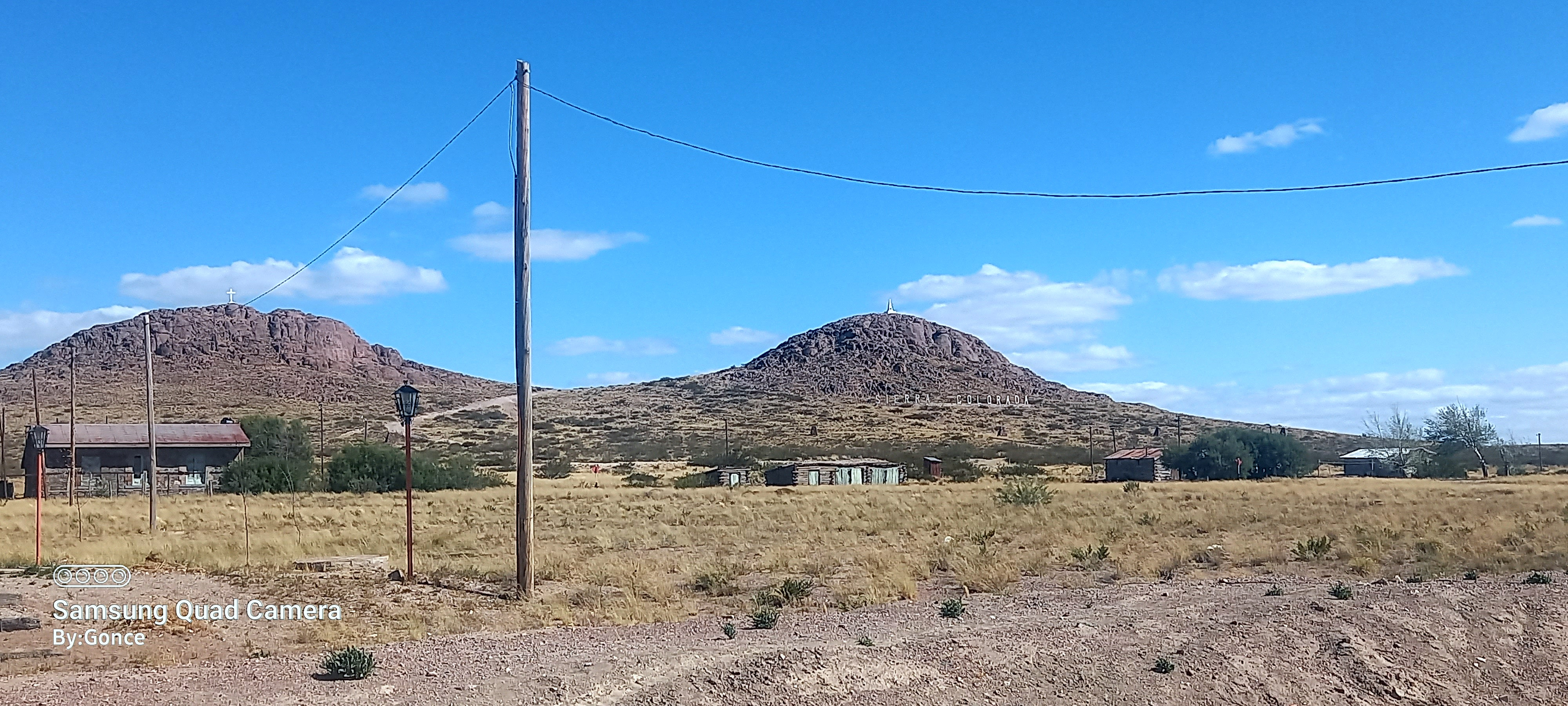
Instalaciones de viviendas ferroviarias franqueadas por la intensa sierra Colorada.
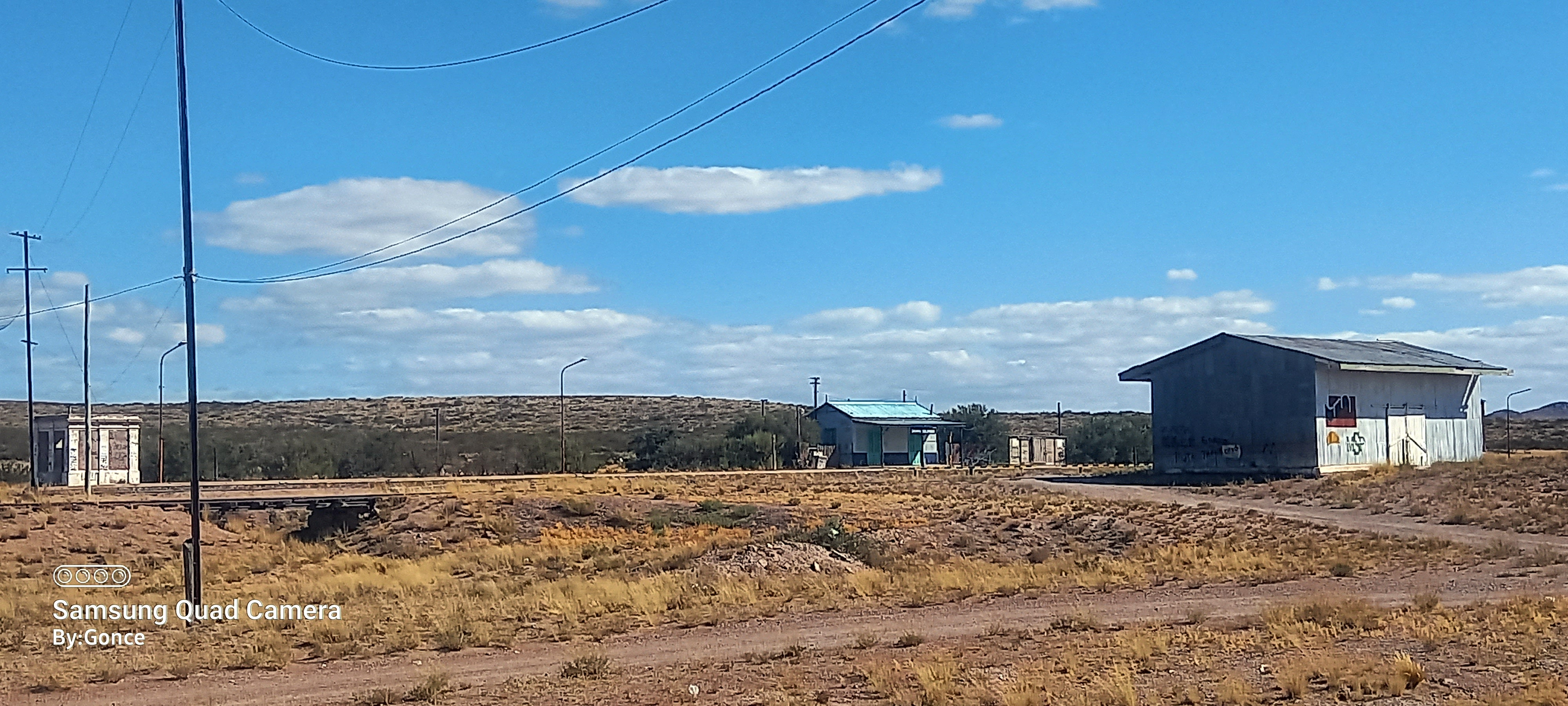
La estación junto a sus galpones de cargas con buena preservación.
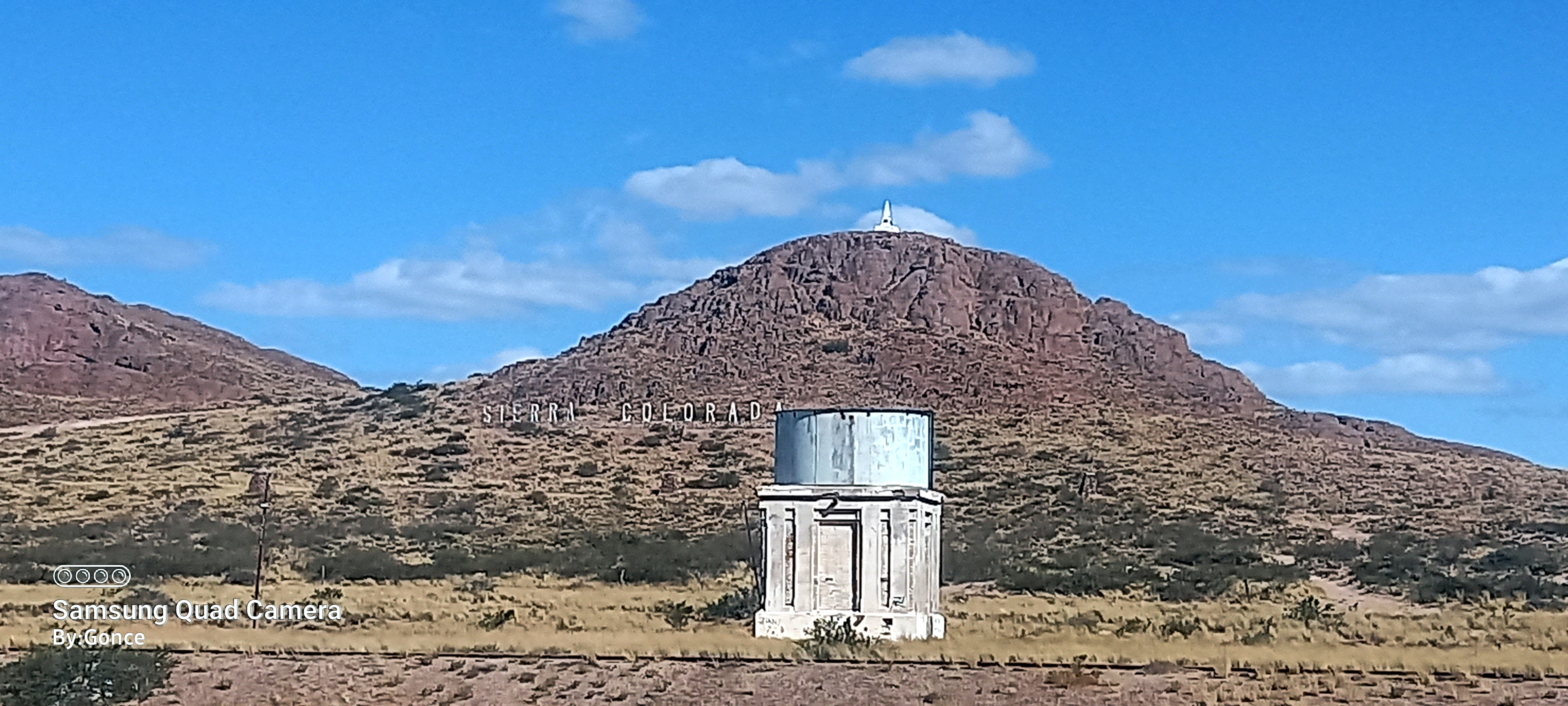
Estanque histórico de la estación restaurado.
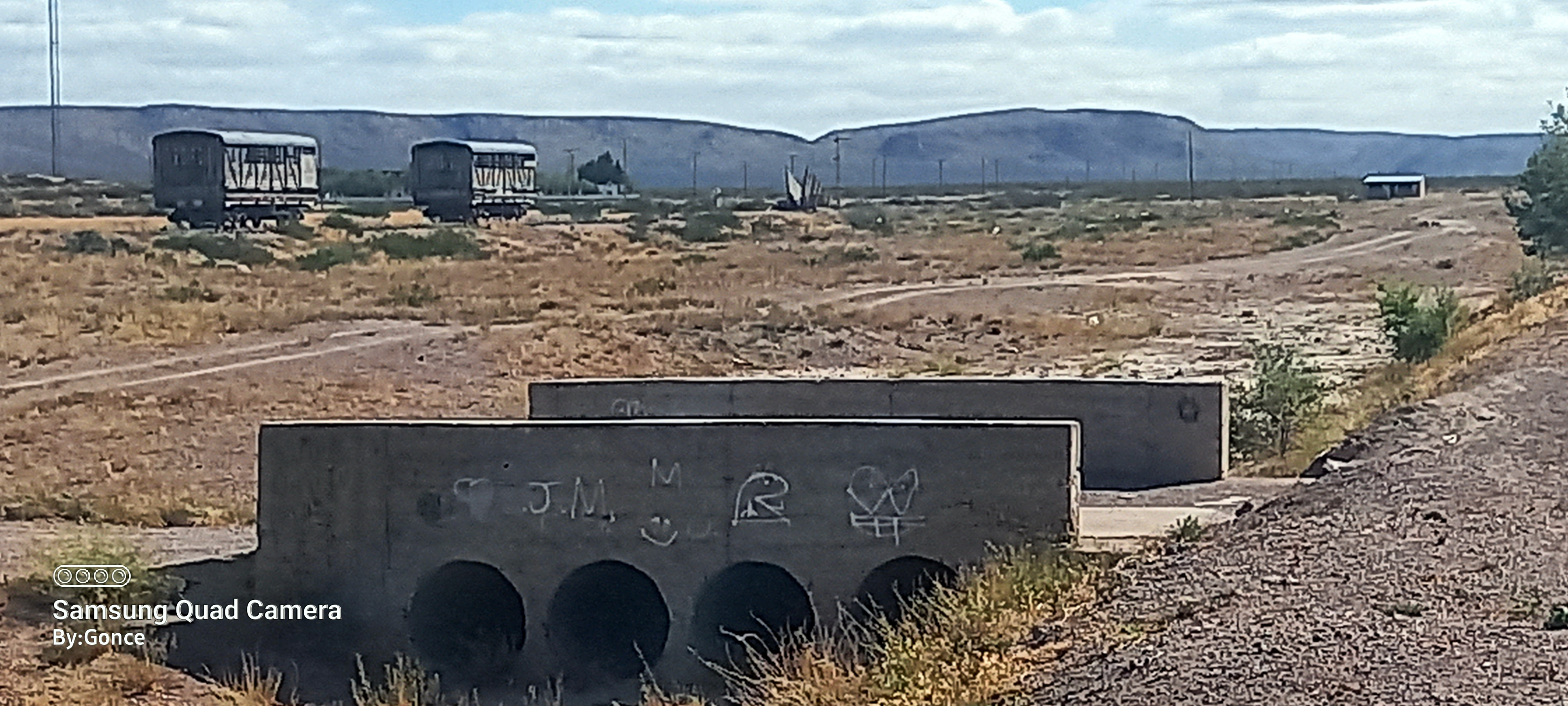